# David Hewlett
David Hewlett (Redhill, 18 de abril de 1968) é um ator, roteirista e diretor anglo-canadiano, conhecido principalmente por seu papel como Dr. Rodney McKay em Stargate Atlantis. O ator recebeu cidadania norte-americana em 2009.

## Biografia
Hewlett largou a escola no ultimo ano do Ensino Médio para se dedicar à atuação e informática.
Teve uma empresa de mídias para Internet em Toronto chamada Darkyl com sua irmã.
Mais conhecido por sua participação em Stargate Atlantis, o personagem de Hewlett, Dr. Meredith Rodney McKay é um cientista canadense, parte da equipe principal de exploração na galáxia Pegasus (com Tenente-Coronel John Sheppard, Teyla Emmagan e Ronon Dex) e membro sênior da expedição Atlantis. Sua primeira aparição no "Universo Stargate" foi em Stargate SG-1, no episódio "48 horas" (1997). Apareceu também em participação especial do episódio "Seizure" (2011) de Stargate Universe.
Sua irmã mais nova, Kate Hewlett, também atriz, aparece ocasionalmente em Stargate Atlantis como irmã de seu personagem, Rodney Mckay.
Casou-se em 21 de Junho de 2008 com Jane Loughman, com quem teve um filho chamado Sebastian Flynn Loughman Hewlett, ao qual se refere comumente como "Baz".
A primeira experiência com direção que teve foi no filme "A Dog's Breakfast" (2007), onde também foi autor, junto com sua esposa Jane, roteirista e ator. O filme contou com a participação de sua irmã, Kate, seu cão, Mars, e atores de Stargate como Christopher Judge (Teal'c), Paul McGillion (Dr. Beckett) e Rachel Luttrell (Teyla).
Hewlett não nasceu no Canadá, e sim na Inglaterra, tendo se mudado com sua familia, quando criança.

## Filmografia
- Rage of the Yeti (2011) como Mills
- Morlocks (2011) como Radnor
- Rise of the Planet of the Apes (2011) como Hunsiker
- Splice (2009)
- Stargate: Extinction (Working title) (2009) como Dr. Rodney Mckay
- Helen (2008) como Frank
- A Dog's Breakfcomot (2006) como Patrick
- Darklight (2004) como Anders Raeborne
- Ice Men (2004) como Bryan
- Stargate Atlantis (2004) como Dr. Meredith Rodney McKay
- Boa vs. Python (2004) como Dr. Steven Emmett
- From Stargate to Atlantis: Sci Fi Lowdown (2004) como ele mesmo/Rodney McKay
- Preview to Atlantis (2004) como ele mesmo/Rodney McKay
- Friday Night (2003) como Roger
- Foolproof (2003) como Lawrence Yeager
- Nothing (2003)
- Cypher (2002) como Dunn
- Made In Canada, Volume 1: Best of the CFC (2002) como ele mesmo
- Treed Murray (aka Get Down) (2001) como Murray
- Century Hotel (2001) como Michael
- The Triangle (2001) como Gus Gruber
- And Never Let Her Go (2001) como Gerry Capano
- Chcomoing Cain (2001) como Bud
- Amateur Night (1999) como D.J.
- Autoerotica (1999) como Gord
- Blind (1999) como The Victim
- The Life Before This (1999) como Nick
- Survivor (1999) como Le médecin
- Milkman (1998) como Martin/Soldier's Voice
- Clutch (1998) como Martyn
- Bad Day on the Block  (1997) como Andrew
- Elevated (1997) como Hank
- Joe's Wedding (1997) como Rob Fitzgerald
- On the 2nd Day of Christmcomo (1997) como Mel.
- Cube (1997) como David Worth, the Architect
- Traders (1996) Grant Jansky
- Monster Force (1994) como Lance McGruder
- Blood Brothers (1993) como Detective Trayne
- The Boys of St. Vincent: 15 Years Later (1993) como Steven Lunney age 25
- Kung Fu: The Legend Continues (1993) Dr. Nicholcomo Elder
- Split Images (1992) como Gary Hammond
- Quiet Killer (1992) como Myles Chapman
- A Savage Christmcomo: The Fall of Hong Kong (1992) como Walter Jenkins
- The First Circle (1991)
- Scanners II: The New Order (1991) como David Kellum
- Desire and Hell at Sunset Motel (1990) como Deadpan
- Deep Sleep (1990) como Terry
- Where the Heart Is (1990) como Jimmy
- The Penthouse (1989) como Joe Dobson
- Pin... (1988)
- The Darkside (1987) como Chuckie
- Death Kiss (1985) /unknown
- Exam (1984)/unknown